# Hohlkammerplakat

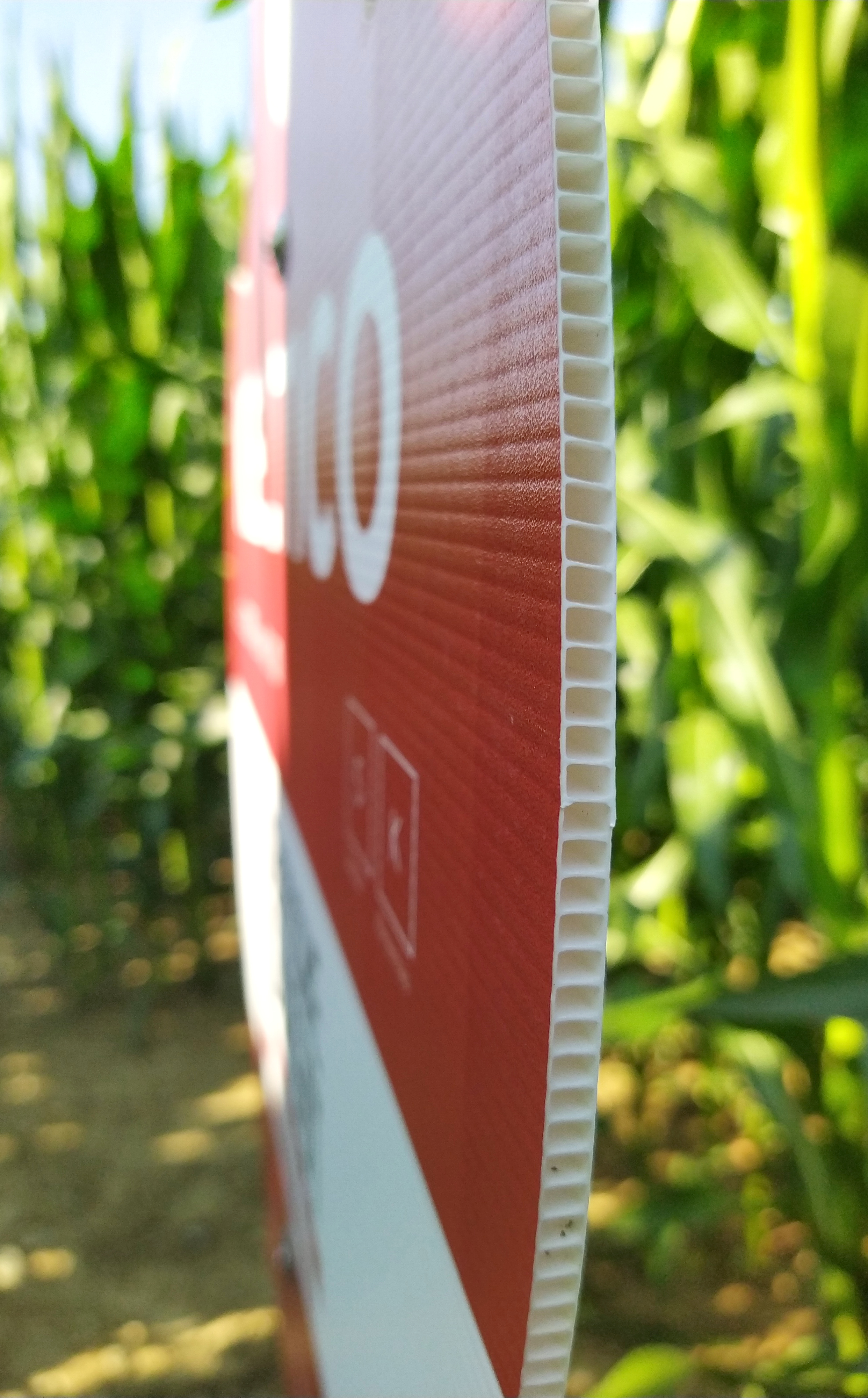
Die Hohlkammern sind deutlich sichtbar und verlaufen horizontal.

Hohlkammerplakate (HKP) sind speziell für den Außenbereich konstruierte Plakate. Anders als herkömmliche Plakate bestehen sie nicht aus Papier, sondern aus Polypropylen und sind somit wasserfest. Außerdem sind sie durch ihre Hohlkammerstruktur stabil genug, um z. B. an Laternen angebracht zu werden. Das Aufkleben auf Hartfaserplatten entfällt somit. Gängige Größen sind DIN A1 und DIN A0.
Im Bereich der Straßenplakatierung, vor allem bei Wahlkampfwerbung, werden immer häufiger Hohlkammerplakate eingesetzt.

## Herstellungsverfahren

### Sieb- und Digitaldruck
Dieses Verfahren ist weit verbreitet; dabei wird das HKP direkt mit dem Plakatmotiv bedruckt. Anschließend kann das HKP partiell oder vollflächig mit UV-Lack behandelt werden, sofern nicht bereits im Vorfeld UV-Farben oder auch -Lacke benutzt wurden.

### Offsetdruck
Das Motiv wird im Offset auf dünne Folie oder Synthetikpapier gedruckt. Der Druckbogen wird anschließend mittels einer Kaschiermaschine auf die Hohlkammer aufgetragen. Beim danach folgenden Stanzen werden die Befestigungsmöglichkeiten geschaffen. Dieses Verfahren bietet auf Grund des Offsetverfahrens eine höhere Qualität und Motivschärfe und ist bei höheren Auflagen wirtschaftlicher. Die Herstellung von Hohlkammerplakaten im Offsetdruck ist eine Erfindung der Ellerhold Gruppe, die sich das Verfahren patentieren ließ und derzeit Alleinanbieter ist.

## Umweltaspekte
Hohlkammerplakate bestehen, wie erwähnt, nicht wie übliche Kartonplakate aus Papier, sondern aus Kunststoff. Dieses Material ist nicht nur durch seine energieintensive Herstellung problematisch, sondern auch im Recycling.